# نوح (سوره)
نوح هفتاد و یکمین سوره قرآن است. این سوره در مکه نازل شده و دارای ۲۸ آیه است. این سوره چنان‌که از نامش پیداست سرگذشت نوح را بیان می‌کند، در سوره‌های متعددی از قرآن به سرگذشت او اشاره شده، از جمله سوره‌های «شعرا»، «مؤمنون»، «اعراف»، «انبیا» و از همه مشروحتر در سوره «هود» آمده، ولی آنچه در سوره نوح آمده قسمت خاصی از زندگی اوست که در جایی دیگر به این سبک نیامده‌است، و این قسمت مربوط به دعوت مستمر و پی گیر او به سوی توحید، و کیفیت، و عناصر این دعوت است.
حدیثی درباره این سوره به محمد منسوب است:
«کسی که سوره «نوح» رابخواند از مؤمنانی خواهد بود که شعاع دعوت نوح پیامبر او را فرا می‌گیرد».